# Hannah y sus hermanas
Hannah y sus hermanas (Hannah and Her Sisters) es una película estadounidense de 1986 escrita y dirigida por Woody Allen, y con él mismo, Mia Farrow, Michael Caine, Barbara Hershey y Dianne Wiest como actores principales, acompañados de un reparto estelar.

## Temática
Historia de busca, infidelidad y hastío, sobre complicadas relaciones entre personas que pertenecen a una misma familia, Hannah y sus hermanas cuenta con un complejo guion. Los personajes están constantemente preguntándose sobre el sentido de la vida, el sexo y la religión. Sin embargo, el filme tiene un toque marcadamente cómico, aunque dolido.

## Reparto
| Actor                    | Personaje                     | Notas                             |
| ------------------------ | ----------------------------- | --------------------------------- |
| Barbara Hershey          | Lee                           |                                   |
| Carrie Fisher            | April                         |                                   |
| Michael Caine            | Elliot                        |                                   |
| Mia Farrow               | Hannah                        |                                   |
| Dianne Wiest             | Holly                         |                                   |
| Maureen O'Sullivan       | Norma                         |                                   |
| Lloyd Nolan              | Evan                          |                                   |
| Max von Sydow            | Frederick                     | Acreditado como Max Von Sydow     |
| Woody Allen              | Mickey                        |                                   |
| Lewis Black              | Paul                          |                                   |
| Julia Louis-Dreyfus      | Mary                          |                                   |
| Christian Clemenson      | Larry                         |                                   |
| Julie Kavner             | Gail                          |                                   |
| J.T. Walsh               | Ed Smythe                     |                                   |
| John Turturro            | Writer                        |                                   |
| Rusty Magee              | Ron                           |                                   |
| Allen DeCheser           | Gemelo de Hannah              |                                   |
| Artie DeCheser           | Gemelo de Hannah              |                                   |
| Ira Wheeler              | Dr. Abel                      |                                   |
| Richard Jenkins          | Dr. Wilkes                    |                                   |
| Tracy Kennedy            | Invitado Brunch               |                                   |
| Fred Melamed             | Dr. Grey                      |                                   |
| Benno Schmidt            | Dr. Smith                     |                                   |
| Joanna Gleason           | Carol                         |                                   |
| Maria Chiara             | Manon Lescaut                 |                                   |
| Daniel Stern             | Dusty                         |                                   |
| Stephen De Fluiter       | Dr. Brooks                    | Acreditado como Stephen deFluiter |
| The 39 Steps             | Rock Band                     |                                   |
| Bobby Short              | Él mismo                      |                                   |
| Rob Scott                | Baterista                     |                                   |
| Beverly Peer             | Bajista                       |                                   |
| Daisy Previn             | Niña de Hannah                |                                   |
| Moses Farrow             | Niño de Hannah                |                                   |
| Paul Bates               | Administrador de teatro       |                                   |
| Carrotte                 | Ejecutivo de teatro           |                                   |
| Mary Pappas              | Ejecutivo de teatro           |                                   |
| Bernie Leighton          | Pianista de audición          |                                   |
| Ken Costigan             | Padre Flynn                   |                                   |
| Helen Miller             | Madre de Mickey               |                                   |
| Leo Postrel              | Padre de Mickey               |                                   |
| Susan Gordon-Clark       | Anfitriona                    |                                   |
| William Sturgis          | Analista de Elliot            |                                   |
| Daniel Haber             | Hare Krishna                  |                                   |
| Verna O. Hobson          | Mavis                         |                                   |
| John Doumanian           | Invitado de acción de gracias |                                   |
| Fletcher Previn          | Invitado de acción de gracias |                                   |
| Irwin J. Tenenbaum       | Invitado de acción de gracias | Acreditado como Irwin Tenenbaum   |
| Amy Greenhill            | Invitado de acción de gracias |                                   |
| Dickson Shaw             | Invitado de acción de gracias |                                   |
| Marje Sheridan           | Invitado de acción de gracias |                                   |
| Ivan Kronenfeld          | Esposo de Lee                 |                                   |
| Thomas C. Adams          | Street walk bumper            |                                   |
| Chris Barry              | Vocalista en "The 39 Steps"   | No acreditado                     |
| Michael Bramon           | Baterista en "The 39 Steps"   | No acreditado                     |
| Joe Cerratto             | Bajista en "The 39 Steps"     | No acreditado                     |
| Chaturatma Dasa          | Hare Krishna                  | No acreditado                     |
| Saradiya Devi Dasi       | Hare Krishna                  | No acreditado                     |
| Pierre Major             | Guitarrista en "The 39 Steps" | No acreditado                     |
| Branden Marlowe          | Invitado de iglesia           | No acreditado                     |
| Richard 'Rasatala' Masla | Hare Krishna                  | No acreditado                     |
| Richard Paul             | Guitarrista en "The 39 Steps" | No acreditado                     |
| Soon-Yi Previn           | Invitado de acción de gracias | No acreditado                     |
| Tony Roberts             | Norman, ex-socio de Mickey    | No acreditado                     |
| Sam Waterston            | David                         | No acreditado                     |

## Premios en Estados Unidos
- Premio Óscar 1987: al mejor actor secundario (Michael Caine), a la mejor actriz secundaria (Dianne West) y al mejor guion (Woody Allen)
- Premio Globo de Oro 1987: a la mejor película – comedia / musical.
- Premio NYFCC 1986: al mejor director.
- Premio LAFCA 1986: a la mejor película, al mejor guion, y a la mejor actriz secundaria (Dianne West) –(compartido).
- Premio BSFC 1987: al mejor guion, y a la mejor actriz secundaria (Dianne Wiest).
- Premio National Board of Review 1986: al mejor director, y a la mejor actriz secundaria (Dianne Wiest).
- Premio NSFC 1987: a la mejor actriz secundaria (Dianne Wiest).
- Premio WGA 1987: al mejor guion escrito para cine (Woody Allen).
- Premio Artios 1987: al mejor reparto para  película – comedia (Juliet Taylor).
- Premio American Comedy Award 1987: el mejor actor principal - película (Woody Allen).

## Premios internacionales
- Premio BAFTA 1987: a la mejor dirección, y al mejor guion original (Woody Allen).
- Premio ALFS 1987: al guionista del año (Woody Allen).
- Premio David di Donatello 1987: al mejor guion de película extranjera (Woody Allen).
- Premio Bodil 1987: a la mejor película no europea (Woody Allen - director).
- Premio del Syndicat Français de la Critique de Cinéma 1987: a la mejor película extranjera.